# エミール・ノーベル

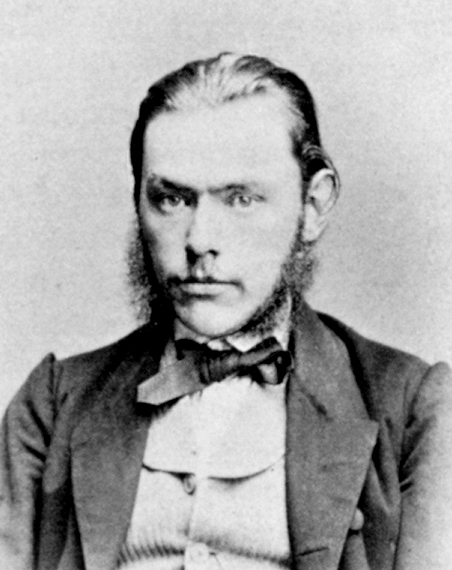
エミール・オスカー・ノーベル

エミール・オスカー・ノーベル（Emil Oskar Nobel, 1843年10月29日 - 1864年9月3日）は、ノーベル一族の一員で、イマニュエル・ノーベルの最年少の息子である。妻は Mina Ahlsell であり、彼の兄はロバート・ノーベル、ルートヴィヒ・ノーベル、アルフレッド・ノーベルである。
エミールは1864年9月3日に、ストックホルムのHeleneborg にある父の工場で行われた、ニトログリセリンを用いた実験の爆発事故により死亡した。